# Bekkevoort
Bekkevoort és un municipi belga de la província de Brabant Flamenc a la regió de Flandes. Està compost per les seccions de Bekkevoort, Assent i Molenbeek-Wersbeek. Limita al nord amb Scherpenheuvel-Zichem, al nord-est amb Diest, a l'oest amb Tielt-Winge, a l'est amb Halen (Lim), al sud-oest amb Glabbeek i al sud-est amb Kortenaken.